# هبوط الرحم
هبوط الرحم ونزول الرحم عند النساء وتدلي أعضاء الحوض هو نزول أعضاء الحوض من مواقعها الطبيعية. ويحدث التدلي في النساء عادة عندما ينهار قاع الحوض بعد علاج سرطان الجهاز التناسلي، أو الولادة، أو رفع أشياء ثقيلة.
وعند الرجال، قد يحدث التدلي بعد إزالة غدة البروستات، وتحدث الإصابة لأغشية اللفافة وغيرها من الأنسجة الضامة التي يمكن أن تؤدي إلى فتق مثاني، أو فتق المستقيم، أو كلاهما. ويمكن أن يشمل العلاج تغيرات في النظام الغذائي، ونمط الحياة، والعلاج الطبيعي، أو الجراحة. اعتبارًا من عام 2010 نسبة تكرار حدوث المرض حوالي 9.3 %، وهو ما يُعادل 316 مليون امرأة مصابة.

## الأنواع
- تدلي جدار المهبل الأمامي
  - قيلة مثانية (تدلي المثانة في المهبل)
  - قيلة إحليلية (تدلي الإحليل في المهبل)
  - قيلة مثانية إحليلية (تدلي المثانة والإحليل)

- تدلي جدار المهبل الخلفي
  - قيلة معوية (تدلي الأمعاء الدقيقة في المهبل)
  - قيلة مستقيمية (تدلي المستقيم في المهبل)
  - قيلة سينية

- تدلي قمة المهبل
  - هبوط الرحم (تدلي الرحم في المهبل)[4]
  - تدلي سقف المهبل بعد استئصال الرحم

## التدرج
يتم تصنيف تدريجيات تدلي أعضاء الحوض إما عن طريق نظام بادن ووكر، أو نظام شو، أو نظام قياس مقدار تدلي أعضاء الحوض.

### نظام شو
الجدار الأمامي
- الثلثان العلويان قيلة مثانية
- الثلث السفلي قيلة إحليلية

الجدار الخلفي
- الثلث العلوي قيلة معوية
- الثلث الأوسط قيلة مستقيمية
- الثلث السفلي عجان ناقص

هبوط الرحم
- الدرجة 0 الوضعية العادية
- الدرجة 1 نزول الرحم إلى المهبل لايصل إلى مدخله
- الدرجة 2 نزول الرحم إلى مدخل المهبل
- الدرجة 3 نزول الرحم خارج مدخل المهبل
- الدرجة 4 تدلي الرحم

### نظام بادن ووكر
| الدرجة |                                       |
| ------ | ------------------------------------- |
| 0      | الموضع الطبيعي لكل موقع منها          |
| 1      | النزول لمنتصف الطريق إلى غشاء البكارة |
| 2      | النزول إلى غشاء البكارة               |
| 3      | النزول لمنتصف الطريق بعد غشاء البكارة |
| 4      | أقصى نزول بالنسبة لكل الأماكن         |

### نظام قياس مقدار تدلي أعضاء الحوض
| المرحلة | الوصف |
| ------- | --- |
| 0       | لا يوجد أي انخفاض في النقاط الأمامية والخلفية.                                                                |
| 1       | لم يتم استيفاء المعايير للمرحلة 0، وأكثر التدليات البعيدة أكثر من 1 سم فوق مستوى غشاء البكارة (أقل من −1 سم). |
| 2       | أكثر الأماكن تدليا هو ما بين 1 سم أعلى و1 سم أسفل غشاء البكارة (نقطة واحدة على الأقل هي 1 أو 0 أو +1).        |
| 3       | التدلي الأكثر بعدا هو أكثر من 1 سم تحت غشاء البكارة ولكن ليس أكثر من 2 سم أقل من مستوى المهبل.                |
| 4       | تمثل الانقلاب الكامل للرحم.                                                                                   |

## العلاج
يتم علاج التدلي المهبلي وفقًا لشدة الأعراض، ويمكن علاجها عن طريق:
- التدابير المحافظة (تغييرات في النظام الغذائي واللياقة البدنية، وتمارين كيجل، العلاج الطبيعي لسقف الحوض.[7]
- الكعكة أو الحلقة المهبلية، حيث يتم تركيب جهاز مطاط أو  مطاط سيليكوني للمريض عن طريق إدخاله في المهبل، ويمكن الاحتفاظ به لمدة تصل إلى عدة أشهر. الحلقات المهبلية هي خيار جيد للعلاج للنساء اللواتي يرغبن في الحفاظ على الخصوبة، أو اللتي لا يمكنهن الخضوع للجراحة، أو لا يتمكن من حضور العلاج الطبيعي.[8] وتتطلب الحلقات متخصصا لوضع الجهاز، ولكن يمكن إزالة معظمها وتنظيفها واستبدالها بواسطة المرأة نفسها. ويجب عرض تلك الطريقة على النساء اللواتي يفكرن في الجراحة كبديل غير جراحي.
- الجراحة (على سبيل المثال إصلاح الأنسجة الأصلية، أو الإصلاح البيولوجي، أو الإصلاح باستخدام شبكة قابلة للامتصاص وغير قابلة للامتصاص، أو غلق المهبل) وتستخدم الجراحة لعلاج الأعراض مثل مشاكل الأمعاء أو المسالك البولية أو الألم أو الإحساس التدلي. ووفقًا لمراجعة مؤسسة كوكرين (2016)،[9] لا يدعم الدليل الحالي استخدام الشبكات الجراحية عبر المهبل مقارنةً بإصلاح الأنسجة الأصلية في حال تدلي الجدار الأمامي للمهبل بسبب زيادة معدل المراضة، كما أن سلامة وفعالية العديد من الشبكات الأحدث غير معروفة.[9] ويرتبط استخدام شبكة عبر المهبل في علاج هبوط المهبل بعدد من الآثار الجانبية بما في ذلك الألم، والعدوى، وثقب الأعضاء. ووفقا لإدارة الأغذية والعقاقير، فإن المضاعفات الخطيرة «ليست نادرة».[10] وتم تقديم عدد من الدعاوى القضائية الجماعية ضد العديد من الشركات المصنعة لأجهزة شبكات المهبل.[11]

## علم الأوبئة
يحدث تدلي الأعضاء التناسلية في حوالي 316 مليون امرأة في جميع أنحاء العالم اعتبارا من عام 2010 (9.3 ٪ من جميع الإناث).